# Сент-Джордж (Південна Кароліна)
Сент-Джордж (англ. St. George) — місто (англ. town) в США, в окрузі Дорчестер штату Південна Кароліна. Населення — 1843 особи (2020).

## Географія
Сент-Джордж розташований за координатами 33°11′11″ пн. ш. 80°34′50″ зх. д. / 33.18639° пн. ш. 80.58056° зх. д. (33.186271, -80.580578).  За даними Бюро перепису населення США в 2010 році місто мало площу 7,00 км², уся площа — суходіл. В 2017 році площа становила 7,37 км², уся площа — суходіл.

## Демографія
Згідно з переписом 2010 року, у місті мешкали 2084 особи в 771 домогосподарстві у складі 479 родин. Густота населення становила 298 осіб/км².  Було 883 помешкання (126/км²).
Расовий склад населення:
| - 51,6 % — білих - 46,7 % — чорних або афроамериканців - 0,5 % — азіатів - 0,3 % — корінних американців |

До двох чи більше рас належало 0,4 %. Частка іспаномовних становила 0,8 % від усіх жителів.
За віковим діапазоном населення розподілялося таким чином: 22,0 % — особи молодші 18 років, 59,5 % — особи у віці 18—64 років, 18,5 % — особи у віці 65 років та старші. Медіана віку мешканця становила 41,3 року. На 100 осіб жіночої статі у місті припадало 100,2 чоловіків;  на 100 жінок у віці від 18 років та старших — 94,7 чоловіків також старших 18 років.
Середній дохід на одне домашнє господарство  становив 48 410 доларів США (медіана — 35 031), а середній дохід на одну сім'ю — 62 133 долари (медіана — 53 300). Медіана доходів становила 46 750 доларів для чоловіків та 40 294 долари для жінок. За межею бідності перебувало 26,9 % осіб, у тому числі 31,5 % дітей у віці до 18 років та 18,1 % осіб у віці 65 років та старших.
Цивільне працевлаштоване населення становило 762 особи. Основні галузі зайнятості: освіта, охорона здоров'я та соціальна допомога — 24,0 %, виробництво — 12,2 %, роздрібна торгівля — 11,2 %.